# 愛知県道183号浅井犬山線
愛知県道183号浅井犬山線 （あいちけんどう183ごう あざいいぬやません）は、愛知県一宮市から同県犬山市に至る一般県道である。

## 概要

### 路線データ
- 起点：一宮市浅井町
- 終点：犬山市
- 延長：約11.7 km

## 沿革
- 1959年12月15日：認定

## 別名
- お囲い堤ロード（江南市）
- 巡見街道（江南市、犬山市）

## 地理

### 通過する自治体
- 愛知県
  - 一宮市
  - 江南市
  - 丹羽郡
    - 扶桑町

  - 犬山市

### 交差する道路
- 愛知県道151号一宮各務原線
- 愛知県道182号里小牧北方江南線 重複区間（藤まんだら通り）（宮田町交差点まで）
- 愛知県道154号鹿ノ子島南小渕線（鹿ノ子島口交差点）
- 愛知県道17号江南関線（すいとぴあ名草線）（草井交差点・愛岐大橋南交差点間）重複区間
- 愛知県道192号草井羽黒線（愛岐大橋南交差点）
- 愛知県道156号小渕江南線（小渕交差点）
- 愛知県道187号犬山停車場線（犬山駅西交差点）
- 愛知県道27号春日井各務原線（木曽街道）（犬山駅西交差点）

### 沿線
- 草井郵便局
- 江南緑地公園
- 扶桑緑地公園
- 東洋紡犬山工場
- 犬山市立犬山中学校
- 木曽川犬山緑地
- 愛知県立犬山高等学校
- 名鉄犬山線 犬山駅